# Louis-Félix de La Salle de Rochemaure
Louis-Félix de La Salle de Rochemaure, ou le (1er) duc de La Salle de Rochemaure, né le 3 avril 1856 à Aurillac et mort le 6 janvier 1915 à Nice, est un homme du monde, un historien, un écrivain et un poète de langue occitane qui devint majoral du Félibrige. Il est enterré dans la chapelle du château du Doux à Yolet dans le département du Cantal.

## Biographie
Anne Louis Hercule Félix de La Salle de Rochemaure est le fils unique du comte Louis-Bernard-Désiré de La Salle de Rochemaure (1820-1865) et de Marie-Françoise de Pollalion de Glavenas, dame du château du Doux à Yolet et de Clavières-Ayrens. De son mariage le 21 juin 1882 avec Marie-Alphonsine de Forceville, fille d'Isidore de Forceville et de Constance-Eugénie Buffard, il eut trois fils :
- Marc de La Salle de Rochemaure (1883-1945), qui épousa Marika Karousos (1887-1973), grecque, dont il eut une fille, Romana de La Salle (1906-1969)[1], puis divorça[2], ce qui l'empêcha de reprendre le titre de duc romain ;
- Robert de La Salle de Rochemaure (1884), 2e duc romain, marié à Marcelle de Bouteiller, sans postérité ;
- Gérald de La Salle de Rochemaure (1885-1933), marié à Rose Caprioli le 5 septembre 1921 en Argentine. De cette union naîtront Marie-Rose en 1922, Blanche en 1925 et Félix, en 1927. Dont descendances.

### Le félibre
Majoral du Félibrige à partir de 1909, ami d'Arsène Vermenouze, il fonde avec lui La Veillée d'Auvergne.

### L'homme du monde
Le duc était généreux ; il recevait souvent et somptueusement dans son château de style troubadour à Clavières : les repas de cent couverts étaient fréquents. Selon une photo de groupe de l'époque, une "réunion scientifique" s'est tenue le 8 septembre 1898 au château de Clavières, en présence du prince Henri d'Orléans (fils du duc de Chartres) et du prince Roland Bonaparte (père de la psychanalyste Marie Bonaparte).
Il habitait à Paris l'hôtel de Bragelonne, 21 rue de l'Université, ancienne demeure de Cambacérès, qu'il fit redécorer dans un goût chargé.  
Le 28 juin 1908, il préside la grande fête de gymnastique annuelle du Pensionnat des Frères des écoles chrétiennes de Paris-Passy à Froyennes.

## Publications
- Uno Bisito ò Mistral : Maïano, Settembre 1907. Une Visite à Mistral, Maillane, Septembre 1907. Texte Cantalien et Traduction Française, Aurillac, 1907, Imprimerie moderne.
- Causeries. La femme. L'Auvergne littéraire gallo-romaine. La renaissance poétique médiévale. L'esprit d'initiative au combat venaissin. Les origines de l'Art. La vertu en Auvergne, Aurillac, 1914, Imprimerie moderne, 493 pages.
- Esquisses rhénanes, Aurillac, Sérieys, 1907.
- Du Danube à la Sprée. Profils Hongrois. Silhouettes germaniques, Aurillac, 1909, Imprimerie moderne, 685 pages.
- Gerbert, Sylvestre II, le Savant, le Faiseur de rois, le Pontife, Rome, Imprimerie éditrice roman, et Paris, Émile Paul, 1914. 752 pages.
- Impressions d'Espagne et du Portugal, Aurillac, 1905, Imprimerie moderne,
- Les Troubadours cantaliens, 2 volumes, Paris, Bloud & Cie, 1910, 650 p. et 607. (réédition Slatkine)
- Récits carladéziens, Aurillac, Imprimerie moderne, 1906, préface d'Arsène Vermenouze.
- Régionalisme auvergnat, Aurillac, 1909, Imprimerie moderne.
- Régionalisme et félibrige. Congrès régionaliste de Bourges. Septembre 1911, Aurillac, 1911, Imprimerie moderne,
- La poésie cantalienne du XIVe au XIXe siècle. Œuvres de troubadours cantaliens : textes revus, corrigés, traduits et annotés par René Lavaud, Aurillac, Imprimerie moderne, 1910.

Préfaces
- Four (R.), Cansouns d'Auvèrnho (Chansons d'Auvergne). Prefacio de M. Lou Duc De La Salo De Rocomauro, majourau del Felibrige, Ourlhac, Estamparia de J. Brousso, 1913, XXXI-231
- Compigne (A), Terres druidiques et féodales. Le pays de Noirétable, Cervière, Rochefort, Cousan, Urfé, Vollore. Préface par le duc de La Salle de Rochemaure.

## Titres et distinctions
- Duc de La Salle de Rochemaure : titre pontifical, créé duc par bref du pape Léon XIII du 15 septembre 1899[3].
- Camérier secret de cape et d'épée de Léon XIII,
- Commandeur de l'Ordre de Saint-Grégoire le Grand,
- Commandeur del Real Orden de Isabel la Católica.

## Armes, blason, devises
- La Salle de Rochemaure: « De gueules, à la tour d'argent, donjonnée de deux (ou trois) pièces, maçonnée de sable, soutenues de deux troncs d'arbre (ou bâtons) écotés et déracinés d'or, posés en sautoir.  »[réf. nécessaire]
- Après 1899 (bref du pape Léon XIII créant duc héréditaire Louis-Félix de la Salle de Rochemaure)

« Deux écus accolés : Écu écartelé : au 1, d'azur à trois chevrons brisés d'or (De la Salle) ; au 2, d'argent à une bande de gueules accompagnée de 6 canettes de sable (Murat-Rochemaure) ; au 3, parti en a, de gueules à trois fasces d'or, en b, d'azur à un château d'argent (Sales de Doux) ; au 4, parti en a, d'azur à trois bandes d'argent au chef du même chargé de trois étoiles de sable, en b, d'azur à trois coquilles d'argent à un croissant du même en abîme (Capelle de Clavières) ; brochant sur le tout, de gueules à un château à deux tours d'argent, posé sur deux troncs arrachés et écotés d'or posés en sautoir, à un croissant d'argent en pointe (De la Salle). Ecu d'argent à trois canettes de sable, au franc-canton du même. Les deux écus sont timbrés d'une couronne ducale cimée d'un lion couronné tenant une épée dans la patte droite ; ils sont tenus par deux lions couronnés tenant chacun une bannière portant une tour accompagnée de quatre croissants. Devise : "QUE SIEN TOUSTEN LIGAT AMALE" ("Soyons tous unis"). Cri de guerre : "SALLA SALLA". Sous l'écu pendent deux médailles ; le milieu est occupé par le collier de camérier secret de cape et d'épée du Souverain Pontife» .

## La chapelle
- La Chapelle du Doux, lui est dédiée à Yolet, dans le département du Cantal[5].